# Samanta Schweblin

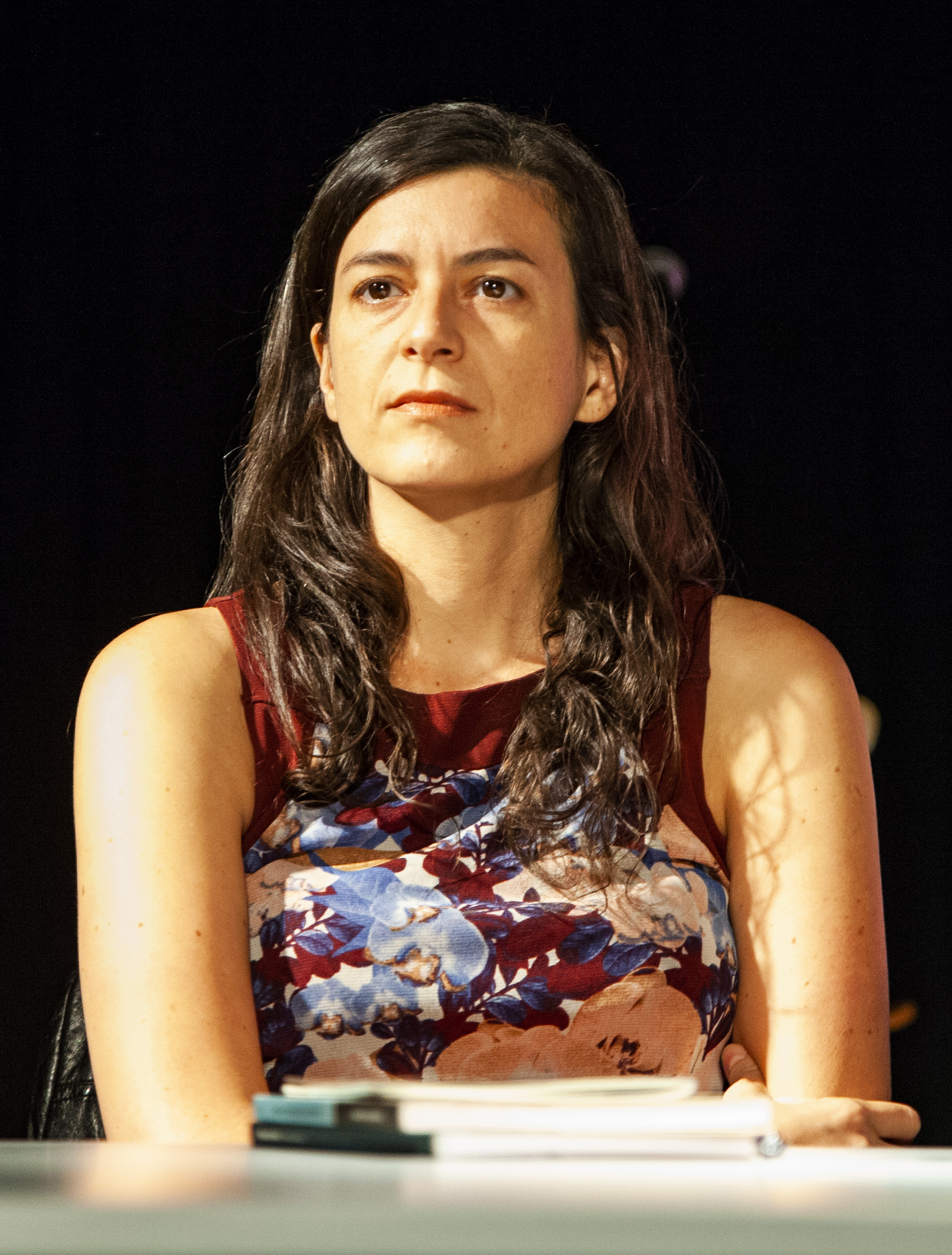
Samanta Schweblin

Samanta Schweblin (Buenos Aires, 1978) è una scrittrice argentina di lingua spagnola. Ha pubblicato tre raccolte di racconti e due romanzi. Ha vinto numerosi premi per il suo lavoro e le sue opere sono state tradotte in oltre 20 lingue tra cui: inglese, tedesco, francese, italiano, portoghese, serbo e svedese. Risiede a Berlino.
(Intervista a Samanta Schweblin in "The Short Form" (2010) / www.theshortform.com)

## Biografia
Samanta Schweblin è cresciuta nella capitale argentina dove ha studiato Scienze del Cinema all'Università. Dopo la laurea ha fondato un'agenzia di web design che, oltre ad assicurarle l'indipendenza economica, le ha permesso di avviare la carriera di scrittrice. Nel 2001, con il primo libro di racconti, El núcleo del Disturbio (La pesante valigia di Benavides), ha vinto il premio del "Fondo Nacional de las Artes", il più importante del suo paese.
Il secondo volume di racconti, Pájaros en la boca, del 2009, è stato pubblicato in dodici nazioni. La Schweblin ha vinto il "Premio Casa de las Américas" e due borse di studio per residenze internazionali, una a Oaxaca (Messico) e una della "Fondazione Civitalla Ranieri", in Umbria e Toscana. Nel 2013 è stata invitata dalla "Shanghai Writers' Association" a un soggiorno di due mesi come parte del Shanghai Writers' Program. Nel 2010 è stata scelta dalla rivista britannica "Granta" come una delle ventidue migliori scrittrici spagnole di età inferiore ai 35 anni.
Nel settembre 2014 ha pubblicato il suo primo romanzo: Distancia de rescate (Distanza di sicurezza).
Nel 2015 ha vinto il IV "Premio di Narrativa Breve Ribera del Duero" con il libro Siete casas vacías, del valore di 50.000 euro, considerato il riconoscimento più importante per la narrativa breve in lingua spagnola. Nel 2017, la traduzione inglese di Distancia de rescate (Fever Dream) è stata selezionata per il "Man Booker International Prize".
Dal 2006 la Schweblin organizza seminari di scrittura creativa a Oaxaca, L'Avana, Stoccolma, Pechino e Berlino.

## Stile
La scrittura della Schweblin è affilata, rapida e precisa, fatta di dettagli palpabili. La narrazione ha toni surreali, spiazzanti, e si affaccia a quella che lei stessa definisce "una realtà non comune". I racconti, in particolare, si raccolgono intorno a una visione che, come ogni processo immaginale, ha un legame profondo con la natura dell’invisibilità, con il racconto mitologico, dove una storia ne nasconde sempre altre e chiede di essere contemplata prima che interpretata.
Nella prosa della Schweblin, la tradizione narrativa latinoamericana, rappresentata da autori come Julio Cortázar e Juan Rulfo trova in Raymond Carver, John Cheever e J. D. Salinger, per ammissione della stessa autrice, un'aria fresca, una precisione e una brevità che le sono confacenti. Di lei Mario Vargas Llosa ha scritto: "Sotto la limpidezza del suo linguaggio e la semplicità degli aneddoti narrati si intravede sempre una realtà complessa, sottile, drammatica, fatta di esperienze che spesso rivelano le manifestazioni più crudeli dell'essere umano".

## Influenze
Schweblin ha citato l'influenza della "tradizione fantastica rioplatense": in particolare degli scrittori Adolfo Bioy Casares, Julio Cortázar, Antonio di Benedetto e Felisberto Hernández.
Anne Carson e Amy Hempel sono considerate da Schweblin le scrittrici contemporanee che la hanno influenzata maggiormente, perché "entrano nella scrittura e cambiano le decisioni che si prendono su come raccontare una storia al di là di ciò che si racconta".

## Opere

### Racconti
- El núcleo del disturbio (2002)
- Pájaros en la boca (2009)
  - Tradotto in italiano con il titolo La pesante valigia di Benavides, Fazi Editore, 2010
- Siete casas vacías (2015)
  - Tradotto in italiano con il titolo Sette case vuote, Edizioni SUR, 2021

### Romanzi
- Distancia de rescate (2014)
  - Tradotto in italiano con il titolo Distanza di sicurezza, Rizzoli, 2017; riedito Edizioni SUR, 2020
- Kentukis (2018)
  - Tradotto in italiano con il titolo Kentuki, SUR, 2019

## Filmografia

### Sceneggiature
- Distanza di sicurezza (Distancia de rescate) (2021), regia di Claudia Llosa.

## Premi
- 2001: Fondo Nacional de las Artes. Premio per il volume El núcleo del Disturbio
- 2002: Primo premio del Concurso Nacional Haroldo Conti per il racconto Hacia la alegre civilización de la capital
- 2008: Premio Casa de las Américas per Pájaros en la boca
- 2012: Premio Juan Rulfo per la storia Un hombre sin suerte
- 2014: Premio Konex
- 2015: Premio de Narrativa Breve Ribera del Duero per Siete casas vacías
- 2018: Premio Shirley Jackson per la traduzione inglese di Fever Dream (Distanza di sicurezza)